# アーミングソード
アーミングソード（英:Arming Sword）とは、中世ヨーロッパで用いられた刀剣の一種である。全長は約90cm程度。重量は0.9kgから1.5kgで平均的な重量は約1kg。
当時の人々からは分類する必要性がないため、単純に「剣」と呼ばれた。

## 概要
直訳すると「武装剣」となり、中世において戦場で使うための刀剣を指し、平時用の刀剣はライディングソード（英Riding Sword）と呼ばれた。諸刃の直剣であり、主に騎乗しながら片手で使用する。ナイトリーソードとも呼ばれ、12世紀から13世紀にかけて典型的な形状が確立したといわれる。二等辺三角形に近い剣身を持ち、その中央にフラーと呼ばれる溝が走っている。鍔はシンプルな棒状の横木であり柄頭（パメル）が付いていたが、これは剣身と柄とのバランスを取り片手での操作性向上させ、切りつけた際の衝撃を増加させる役割を担っていた。
日本では一般的にロングソードと呼ばれ、「騎兵用の刀剣」あるいは「片手用の長剣」と解説される。しかし、現代の欧米ではロングソードはバスタードソードと同一の刀剣とされ、アーミングソードはロングソードの前段階に当たる存在として扱われている。
騎兵向けの長い刀剣というものは存在せず、刀剣の作成時は使用者の体格に合わせて長さや大きさを調節した。騎兵用だから長い刀剣ということはなく、当時の文献にもそのような記述はなかったという。

## 使用法

### 騎兵同士の戦闘
アーミングソードの切っ先は鋭かったが一般的には刺突は好まれず、盛大に切りつけ叩き切るという斬撃が主体だった。勝負を制するのに重要だったのは複雑な牽制や刺突ではなく、激しい攻撃と絶妙なタイミングであり、当時の使用者たちの技量は稚拙だったとは言えず非常に高かったという。メイスや戦斧、槍などの武器と比較すると鎧に対して有効であるとは言えなかったが、この剣で鎧に打ち込んだ際の衝撃は大きく、何度も鎧や盾に殴りつけることで切れ味が悪化する代わりに、相手の骨を折り降伏に追い込むことはできた。そして携帯性に優れ身分を表す飾りにもなったため身分証として剣は使用され続けた。

## 作成方法
鋳造との相性が悪いため、もっぱら鍛造で作られ、高級品には模様鍛接という手法が用いられた。この手法は組成の異なる鉄材を交互に積み重ねて一体化させたものをさらにねじり、剣身を成形するものである。鉄材には燐を多く含んだ燐鉄や軟鋼が使われた。また折り返し鍛錬に相当する技法も取り込まれていた。
中世後期になると鋼を効率的に作れるようになったため模様鍛接は廃れ、代わりに比較的柔軟性があり炭素配分が均一な鋼材を刀剣型に成形し、浸炭処理を施す技法が用いられるようになったという。